# Чамерня
Чамерня́ (біл. Чамярня́) — село у Святиловичській сільраді Вітківського району Гомельської області, Білорусь.

## Географія

### Розташування
За 33 км на північний схід від Вітки, 55 км від Гомеля.

### Гідрография
Річка Беседь — притока ріки Сож.

## Транспортна мережа
Транспортні зв'язки путівем, потім автодорогою Чечерськ — Святиловичі. Планування: коротка прямолінійна меридіональна вулиця, нещільно забудована з обох боків дерев'яними будинками садибного типу.

## Історія
За 400 метрів на північний схід від села, на лівому березі ріки, археологами виявлені курганний могильник, поселення першої чверті I тисячоліття н. е., а також городище за 0,4 км на північ від села, в урочищі Кам'яна Гора, курганний могильник (19 насипів за 0,2 км на північ від села). Вони свідчать про заселення цих місць із давніх часів.
Сучасне село засноване в другій половині XIX ст.. Відповідно до перепису 1897 року в Покоцькій волості Гомельського повіту Могильовської губернії був розташований хутір. Найбільш активно забудовувалося в 1920-ті роки. У 1926 році в Великонімковській сільраді Святиловичського району Гомельського повіту. 1929 року створений колгосп імени С. Разіна, працювали вітряк (з 1926 року) й кузня. Під час Другої світової війни 8 жителів загинули на фронті. В 1959 році — у складі радгоспу «Святиловичі» (центр — село Святиловичі).

## Населення

### Чисельність
- 2004 рік — 17 господарств, 32 жителі.

### Динамика
- 1897 рік — 1 двір, 9 жителів (згідно з переписом).
- 1926 рік — 20 дворів, 94 жителі.
- 1940 рік — 32 двори, 174 жителі.
- 1959 рік — 157 жителів (згідно з переписом).
- 2004 рік — 17 господарств, 32 жителі.